# Les jardins de la Galaure
 (octobre 2024).
Si vous disposez d'ouvrages ou d'articles de référence ou si vous connaissez des sites web de qualité traitant du thème abordé ici, merci de compléter l'article en donnant les références utiles à sa vérifiabilité et en les liant à la section « Notes et références ».
Les jardins de la Galaure est un parc réparti sur les deux rives de la Galaure, à Saint-Vallier.

## Équipements
Le parc dispose d'un parcours de santé, de jeux pour enfants  ainsi qu'une esplanade.
Il offre également des emplacements pour la pêche.

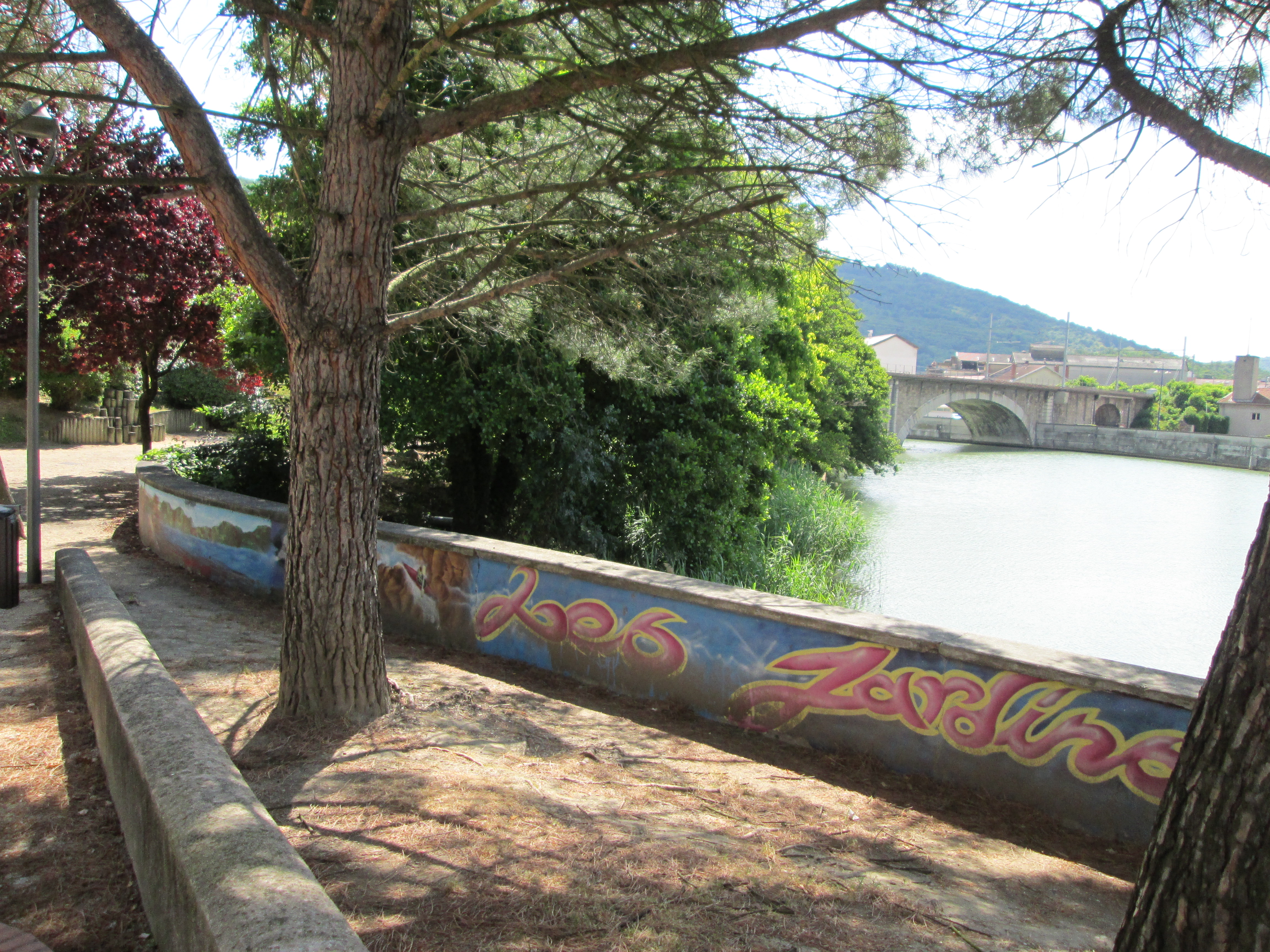
Les Jardins de la Galaure
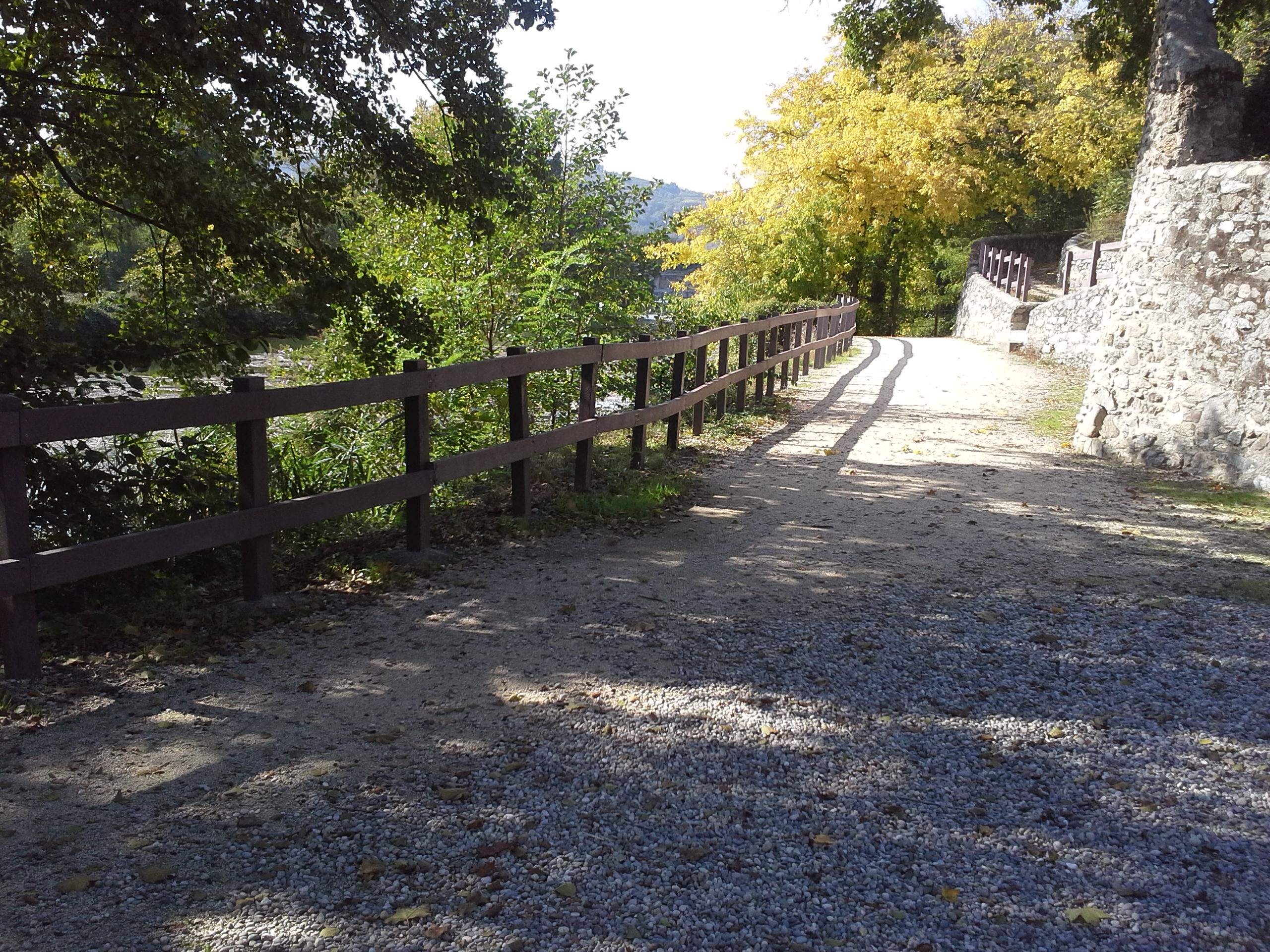
Chemin le long de la Galaure